# Jordan Larmour
Jordan Ian Larmour (Dublino, 10 giugno 1997) è un rugbista a 15 irlandese che gioca come tre quarti ala o estremo con il Leinster nel Pro14.

## Biografia
A livello giovanile Larmour si dimostrò già un versatile potenziale talento sportivo alternando l'hockey su prato al rugby a 15, giocando nel St. Mary's College RFC. In seguito decise di dedicarsi definitivamente al rugby aggregandosi all'Irlanda Under-18.
Nel 2016 entrò a far parte dell'accademia del Leinster e l'anno successivo cominciò a giocare nel Top14, aggiudicandosi il campionato e segnando una meta nella finale vinta 40-32 contro gli Scarlets, oltre a ottenere pure la vittoria della Champions Cup. Le sue prestazioni nel corso della stagione gli valsero inoltre la convocazione nell'Irlanda durante il Sei Nazioni 2018, dove alla fine la nazionale irlandese conquistò il Grande Slam, debuttando il 10 febbraio nella partita contro l'Italia disputata all'Aviva Stadium.
Reduce dal suo secondo campionato vinto con il Leinster, il C.T. Joe Schmidt lo selezionò per disputare la Coppa del Mondo di rugby 2019.

## Palmarès
- Pro14: 4
Leinster: 2017-18, 2018-19, 2019-20, 2020-21
- Champions Cup: 1
Leinster: 2017-18